# Champaner

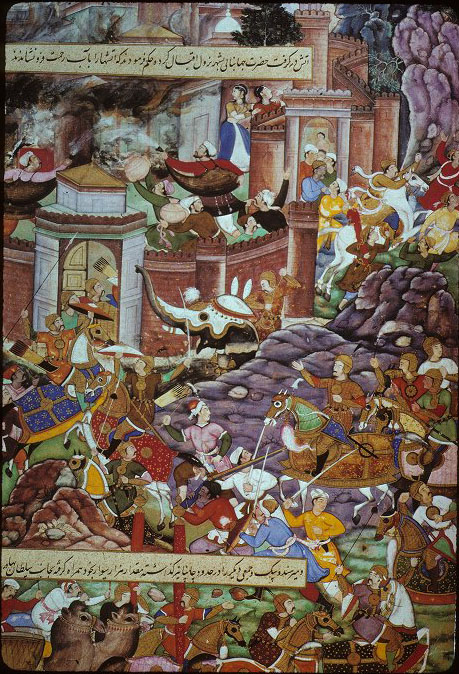
Setge de Champaner per part de l'emperador Humayun. Foli il·lustrat del llibre Akbarnamah. 1590-1596

Champaner (Campaner o Čampaner) és una fortalesa i poble en ruïnes del Gujarat, al districte de Panch Mahals. Està situada en una muntanya rocosa anomenada Pavagarh, a 400 km al nord de Bombai i a 43 km al nord-est de Baroda. Les ruïnes ocupen el terreny durant 6 km. Dins l'antiga zona fortificada hi ha dos forts, un superior i un inferior, el primer dels quals per la seva posició és considerat inexpugnable i inclou un temple dedicat a Kali.
Va pertànyer a rages rajputs fins al segle XV. El 1482 Mahmud Begara, sultà d'Ahmedabad va tacar el territori del raja de Champaner i va assetjar la fortalesa. Segons la tradició la fortalesa va resistir tots els atacs i només es va rendir després de dotze anys de setge (probablement es va rendir el 1484); això va decidir a Mahmud convertir la ciutat en la seva capital i va fundar una nova ciutat a poca distància de la fortalesa adornant-la amb boniques mesquites i altres edificis, rebent el nom de Muhammabad (o Muhammabad Champaner). Els rajputs de Champaner van fugir a Chota Udaipur i a Deogarh Bariya on van governar fins al 1948. Fou la capital fins al 1560 quan a la mort de Bahadur Shah es va traslladar a Ahmedabad.
Durant la conquesta de Gujarat per Humayun, la fortalesa de Champaner fou presa l'agost de 1535; segons la llegenda l'emperador mateix i alguns seguidors van pujar per les parets amb ajut de ganxos de ferro clavats a la paret de roca, i van aconseguir una entrada per on van fer passar la resta de les tropes. Després va venir el període de Sher Shah Suri en què Gujarat amb Champaner va restar en mans dels seus sultans, per retornar al final a l'Imperi del qual va formar part fins al segle XVIII quan va caure en mans dels marathes i finalment va quedar per Madhuji Sindhia. El seu successor Daulat Rao Sindhia la va deixar oblidada i la guarnició local es va rendir sense resistència a un destacament britànic manat pel coronel Woodington el 17 de setembre de 1802. El tractat de Serji Anjangaon de 1803 la va restaurar a Daulat Rao Sindhia. El 1861 tot el districte de Panch Mahals incloent Champaner fou cedit per Gwalior a l'Índia Britànica. Durant el segle XVII la ciutat va entrar en decadència, i el segle XVIII la població havia abandonat la ciutat, i tota la rodalia de la fortalesa havia esdevingut jungla. El 1803 només hi restaven 500 persones i els intents britànics de recolonitzar la zona van fracassar; el 1900 només hi vivien dues famílies kolis i alguns pujaris connectats amb el culte al temple a Pavagarh. Avui les ruïnes són una atracció turística.